# Bogdan Žižić
Bogdan Žižić (Solin, 8. studenoga 1934. – Zagreb, 29. travnja, 2021.) bio je hrvatski filmski i televizijski redatelj i scenarist.

## Životopis
Diplomirao je 1957. godine na Pravnom fakultetu u Zagrebu. Kao dramaturg radio je u Zagreb filmu (1960.–1964.) te kao ravnatelj (1984.–1990.). Od 1964. godine bavi se filmskom režijom.

## Filmografija
- Poplava (1964.)
- Jasenovac (1966.)
- Otkopčati dugme (1968.)
- Pohvala ruci (1968.)
- Jutro čistog tijela (1969.)
- Madeleine, mon amour! (1971.)
- Putovanje (1972.)
- Šala (1973.)
- Posljednja utrka (1975.)
- Kuća (1975.)
- Gastarbeiter (Dragutin Trumbetaš) (1977.)
- Ne naginji se van (1977.)
- Daj što daš (1979.)
- Presa (1981.)
- Ivana (1981.)
- Sajmište (1982.)
- Rani snijeg u Münchenu (1984.)
- Ekspresionizam u hrvatskom slikarstvu (1985.)
- Jedan život (1985.)
- Emanuel Vidović (1989.)
- Celestin Medović (1991.)
- Alfred Pal (1993.)
- Goli otok (1994.)
- Vlaho Bukovac (1994.)
- Cijena života (1994.)
- Kvartet (1997.)
- Kuća duhova (1998.)
- Damnatio memoriae ili udar na sjećanje (2000.)
- Jedna vukovarska priča (2002.)
- Po ruševinama Salone, I–II (2004.)
- Palača sunca (2005.)
- Dragi Vincent (2006.)
- Josip Slade, graditelj (2007.)
- Vlado Gotovac – moj slučaj (2008.)
- Leo Junek – slikar s dvije domovine (2009.)
- Druga Venecija (2010.)
- Stoljeće kinematografije u Splitu (2011.)
- Cetinom do Trilja (2011.)
- Miroslav Kraljević (2014.)
- Jasenovački memento (2016.)
- Ejnar Dyggve – građanin Solina (2016.)

## Počasti
- Nagrada »Vladimir Nazor« za životno djelo (2008.)[1]

### Mrežna sjedišta
- Žižić, Bogdan. Hrvatska enciklopedija LZMK. Pristupljeno 30. svibnja 2025.